# Anisocentropus torulus
Anisocentropus torulus is een schietmot uit de familie Calamoceratidae. De soort komt voor in het Australaziatisch gebied.